# Rutilda (hija de Carlomagno)
Rutilda (fallecida el 24 de marzo de 852) fue una princesa carolingia y abadesa de Faremoutiers. Era hija de Carlomagno y su concubina Madelgarda, quien figura como la primera de las concubinas mencionadas por Eginardo en su obra Vida de Carlomagno.
Se considera, en general, que Rutilda nació después de la muerte de la última esposa de Carlomagno, Lutgarda, en el año 800. Sin embargo, algunos sugieren que podría ser la hija anónima mencionada en un poema de Teodulfo en el que se elogia la relación de Lutgarda con sus hijastros.
Como hija de Carlomagno, Rutilda probablemente recibió una educación. Una leyenda posterior cuenta que su padre le obsequió un relicario de plata dorada que contenía un fragmento de la Vera Cruz. Como abadesa, supervisó la transferencia de las reliquias de Burgundofara, la fundadora y epónima de Faremoutiers, a un nuevo relicario. Ordenó envolver el cuerpo en una seda bizantina roja adornada con representaciones de amazonas desnudas. Su elección de esta tela sugiere un conocimiento de Las Siete Partidas de la Historia contra los Paganos de Orosio, el principal texto de la época sobre las amazonas.
Durante su mandato en la abadía, su medio hermano, el emperador Luis el Piadoso concedió el pequeño convento de Gy-les-Nonains a Faremoutiers con el propósito de fortalecer su posición económica y consolidar el poder de su propia familia. En octubre de 840, el emperador Lotario I confirmó la concesión a su "querida tía Rothildis" a petición de ella. Para 842, en el contexto de la guerra civil carolingia, Faremoutiers pasó a estar bajo el dominio de Carlos el Calvo, medio hermano de Lotario. Rutilda solicitó la confirmación de las propiedades del convento, la cual él otorgó.
El año de la muerte de Rutilda registrado en una nota marginal añadida al manuscrito Reg. lat. 141, junto al año 852.Este manuscrito, creado en Faremoutiers, contiene una anotación contemporáneaque simplemente dice: Domna ruothild abb[atiss]a obiit ("La señora Rutilda, abadesa, murió""). El obituario de Faremoutiers confirma la fecha de su fallecimiento como el 24 de marzo, aunque sin especificar el año.Rutilda fue sucedida como abadesa por Bertrada, probablemente hija de Lotario, quien había sido monja en Faremoutiers desde la década de 830.

## Lectura adicional
- Esta obra contiene una traducción total derivada de «Ruothild (daughter of Charlemagne)» de Wikipedia en inglés, concretamente de esta versión, publicada por sus editores bajo la Licencia de documentación libre de GNU y la Licencia Creative Commons Atribución-CompartirIgual 4.0 Internacional.

- Datos: Q3442976